# Josefine von Hoffinger
Josefine von Hoffinger, auch Josefa, (* 8. November 1820 in Wien; † 25. September 1868 auf Schloss Altmannsdorf, heute Wien) war eine österreichische Übersetzerin von Dante Alighieris Divina Commedia (Göttliche Komödie).

## Leben
Hoffinger bildete sich durch das Studium neuerer Sprachen und Literaturen sowie der Philosophie des ihr persönlich befreundeten Anton Günther zur Erzieherin, Übersetzerin und philosophischen Schriftstellerin aus, leitete von 1848 bis 1858 als Vorsteherin die kaiserliche Erziehungsanstalt für Töchter k. k. Beamten in Wien und widmete sich, als sie diese Stellung ihrer Gesundheit wegen aufgeben musste, bis an ihren Tod ausschließlich literarischen Arbeiten. Sie starb am 25. September 1868 auf dem heute in Wien liegenden Schloss Altmannsdorf.
Ihre zur Jubelfeier des Dichters, an deren festlicher Begehung zu Dresden (September 1865) sie persönlich teilnahm, erschienene metrische Übersetzung von Dantes Göttlicher Komödie (Wien 1865, 3 Bde.) erhielt den Beifall der Kenner, insbesondere des Königs Johann von Sachsen, und wurde bei jener Gelegenheit teilweise öffentlich vorgetragen.
Außerdem gab sie noch Übersetzungen älterer und neuerer italienischer Poesien, besonders Giacomo Leopardis, nebst einer Auswahl eigener Dichtungen unter dem Titel: Kronen aus Italiens Dichterwald (Halle 1868) heraus. Ihre philosophischen und ästhetisch-kritischen Aufsätze (über das Wesen des Schönen; über Shakespeare, Goethe, Schiller etc.), meist ursprünglich als Beiträge zu Günther und Veiths philosophischem Taschenbuch Lydia (Wien 1850–51) verfasst, wurden nach ihrem Tod von ihrem Bruder Johann von Hoffinger unter dem Titel: Licht- und Tonwellen (2. Aufl., das. 1871) gesammelt herausgegeben.